# Bara bada bastu
| Recensione     | Giudizio |
| -------------- | -------- |
| Barometern     |          |
| Dagens Nyheter |          |
| Expressen      |          |
| Kult           | 10/10    |
| Yle            |          |

Bara bada bastu è un singolo del gruppo musicale finlandese KAJ, pubblicato il 21 febbraio 2025 e incluso nella prima raccolta Sauna Collection.

## Promozione

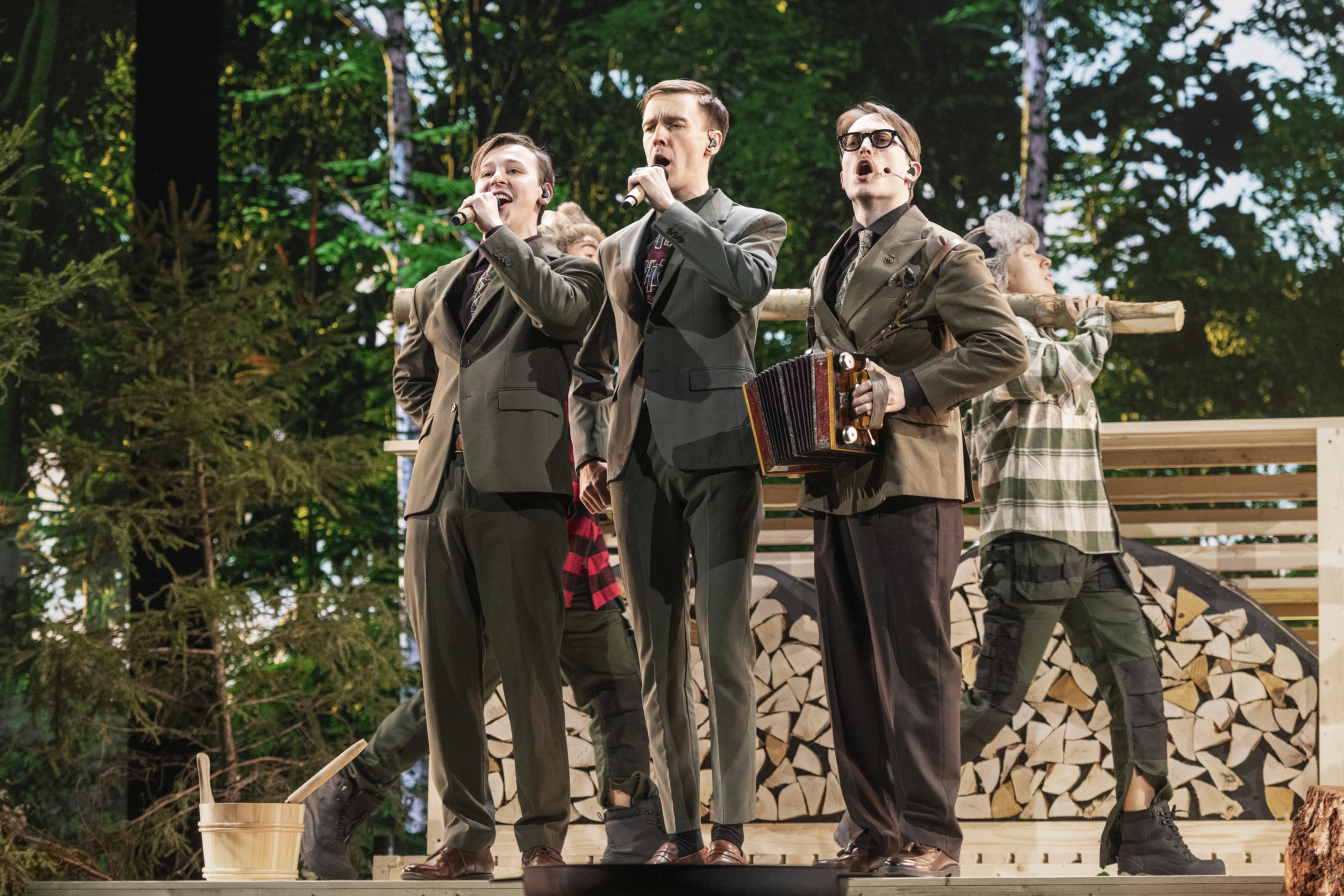
Il gruppo mentre si esibisce sulle note di Bara bada bastu al Melodifestivalen, 21 febbraio 2025

Il brano epadunk e folk pop, registrato nel dialetto svedese di Finlandia, è stato inviato all'emittente radiotelevisiva svedese SVT come proposta per il Melodifestivalen, l'evento atto a selezionare il partecipante svedese all'Eurovision Song Contest 2025 a Basilea, in Svizzera.
Il 27 novembre 2024 Bara bada bastu è stato annunciato come uno dei trenta concorrenti alla selezione nazionale. Il 22 febbraio seguente il gruppo è riuscito a superare la fase delle semifinali, riuscendo in questo modo ad accedere alla finale dell'8 marzo. Alla finale della manifestazione la canzone è risultata la preferita dal pubblico, e il voto combinato di giuria e televoto l'ha incoronata vincitrice e rappresentante svedese sul palco eurovisivo; è la prima volta dal 1998 che la Svezia presenta una canzone cantata interamente in svedese all'Eurovision.

## Tracce
Testi e musiche di Anderz Wrethov, Axel Åhman, Jakob Norrgård, Kevin Holmström, Kristoffer Strandberg e Robert Skowronski.
1. Bara bada bastu – 2:46

## Formazione
Gruppo
- Kevin Holmström – voce
- Axel Åhman – voce, fisarmonica
- Jakob Norrgård – voce

Produzione
- Anderz Wrethov – produzione
- Kristoffer Strandberg – produzione

## Successo commerciale
Bara bada bastu è stato l'unico brano tra quelli in gara al Melodifestivalen a registrare oltre un milione di ascolti in un'unica giornata su Spotify, facendo anche l'apparizione nella classifica generale della piattaforma; tale risultato è stato conseguito all'indomani del loro trionfo alla manifestazione. Ha inoltre infranto il primato della canzone in lingua svedese più ascoltata di sempre in 24 ore (1 390 344 stream) sul servizio musicale, superando Din låt (2022) di Victor Leksell ed Einár.
Ha esordito al 48º posto della Official Singles Chart con 9 885 unità, risultando il quarto inedito eurovisivo meglio classificato nella hit parade della Official Charts Company.

## Classifiche
| Classifica (2025) | Posizione massima |
| ----------------- | ----------------- |
| Austria           | 7                 |
| Belgio (Fiandre)  | 42                |
| Estonia           | 69                |
| Finlandia         | 1                 |
| Germania          | 24                |
| Grecia            | 5                 |
| Irlanda           | 50                |
| Islanda           | 3                 |
| Lettonia          | 3                 |
| Lussemburgo       | 14                |
| Norvegia          | 1                 |
| Paesi Bassi       | 12                |
| Polonia           | 15                |
| Portogallo        | 168               |
| Regno Unito       | 48                |
| Repubblica Ceca   | 35                |
| Slovacchia        | 71                |
| Svezia            | 1                 |
| Svizzera          | 59                |
| Svizzera          | 4                 |

## Date di pubblicazione
| Paese  | Data             | Formato                      | Etichetta        | Nota   |
| ------ | ---------------- | ---------------------------- | ---------------- | ------ |
| Mondo  | 21 febbraio 2025 | Download digitale, streaming | Warner Sweden AB | [ 31 ] |
| Italia | 16 maggio 2025   | Contemporary hit radio       | Warner Italy     | [ 32 ] |